# Raul Seixas: Eu Sou
Raul Seixas: Eu Sou é uma minissérie brasileira produzida pelo Globoplay em parceria com a O2 Filmes. Estrelada por Ravel Andrade, conta a trajetória de vida do cantor, compositor, produtor e multi-instrumentista brasileiro Raul Seixas. Com direção de Paulo Morelli e direção geral de Pedro Morelli, a estreia ocorreu em 26 de junho de 2025 no streaming.
Criada por Paulo Morelli, tem roteiro assinado por Denis Nielsen, Paulo Morelli, Lívia Gaudêncio e Marcelo Montenegro, com colaboração de Andrea Yagui, Leo Ortiz e Marina Santos.
Conta com João Pedro Zappa, Amanda Grimaldi, Caroline Abras, Chandelly Braz, Julia Stockler, João Vítor Silva e Cyria Coentro nos papéis principais.

## Enredo
A série fala sobre a trajetória de Raul Seixas, do nascimento em Salvador até a consagração como um dos maiores cantores nacionais.

## Elenco
| Intérprete       | Personagem      |
| ---------------- | --------------- |
| Ravel Andrade    | Raul Seixas     |
| João Pedro Zappa | Paulo Coelho    |
| Amanda Grimaldi  | Edith           |
| Caroline Abras   | Gloria Vaquer   |
| Chandelly Braz   | Kika Seixas     |
| Julia Stockler   | Tania           |
| João Vítor Silva | Cláudio Roberto |
| Cyria Coentro    | Maria Eugênia   |
| Júlio Andrade    | Raul Varella    |

### Participações especiais
| Intérprete        | Personagem              |
| ----------------- | ----------------------- |
| Johnnas Oliva     | Roberto Menescal        |
| Jaffar Bambirra   | Sérgio Sampaio          |
| China             | Marcelo Nova            |
| Marcelo Varzea    | Chefe Raul CBS          |
| Gabriel Wiedemann | Sylvio Passos           |
| Antônio Carrara   | Marco Mazzola           |
| Johnny O'Donnell  | Jay Vaquer              |
| Marina Merlino    | Cacilda                 |
| Jajá Cardoso      | Eládio                  |
| Dieguito Reis     | Carleba                 |
| Luca Bori         | Mariano                 |
| Roberto Áudio     | Marcelo Motta           |
| Samuel Toledo     | Rick Ferreira           |
| Esther Tinman     | Rita Lee                |
| Supla             | Elvis Presley           |
| James Turpin      | Mr. George              |
| Felipe Bacelar    | Waldir Serrão           |
| Pedro Burgarelli  | Raul Seixas (criança)   |
| Rodrigo Vidal     | Plínio Seixas (criança) |
| Lauren Medeiros   | Simone Seixas (criança) |
| Bill Gaspar       | Nenê                    |
| Pedro Tatit       | Mamão                   |